# Silviano Santiago
Silviano Santiago (n. 29 septembrie 1936, Formiga, Minas Gerais, Brazilia) este un scriitor, critic literar, eseist și învățat brazilian.

## Viața timpurie
Santiago s-a născut în orașul Formiga . La vârsta de zece ani, s-a mutat la Belo Horizonte. În 1954, a început să scrie pentru o revistă de film și a ajutat la idealizarea și publicarea revistei Complemento. A obținut o diplomă în limbi neolatine la Universitatea Federală din Minas Gerais.
Santiago s-a mutat la Rio de Janeiro în 1961, unde s-a specializat în literatura franceză, ceea ce îl va conduce la un doctorat la Universitatea din Paris, Sorbona.
A aplicat ca instructor la Universitatea din New Mexico din Albuquerque din 1962 până în 1964. În 1969, a publicat într-o antologie de literatură braziliană la New York.
Santiago a predat la universitățile Rutgers, Toronto, New York, Buffalo și Indiana. În Brazilia, a fost profesor la Universitatea Pontificală Catolică din Rio de Janeiro și la Universitatea Federală Fluminense.

## Lucrări
- 1955 Os velhos (nuvelă)
- 1960 4 poetas (poezie)
- 1961 Duas faces (povestiri, coautor de Ivan Ângelo)
- 1969 Brazilia: prosa e poesia (Antologie publicată la New York)
- 1970 Salto (poezii). O banquete (nuvele)
- 1974 O olhar (roman)
- 1975 Ariano Suassuna (Antologie). Iracema (versiune comentată a lucrării lui José de Alencar)
- 1976 Carlos Drummond de Andrade (eseuri). Glossário de Derrida (supervizor al lucrării studenților săi la cursul de masterat de litere de la PUC-RJ)
- 1978 Crescendo durante a guerra numa província ultramarina (poeme). Uma literatura nos trópicos; eseuri sobre dependência cultural (eseuri)
- 1981 Em liberdade (roman)
- 1982 Vale quanto pesa; eseuri sobre questões político-culturais (eseuri)
- 1985 Stella Manhattan (roman). Poemas (Traducerea cărții de Jacques Prévert)
- 1988 Brasilianische Literatur der Zeit der Militärherrschaft (1964-1988) (organizație)
- 1989 Nas malhas da letra (eseuri)
- 1993 Uma história de família (roman). Viagem ao México (roman)
- 1995 Cheiro forte (poezii). Por que amo Barthes (Traducerea cărții de Alain Robbe-Grillet)
- 1996 Keith Jarrett no Blue Note (improvizos de jazz) (nuvele)
- 1999 De cócoras (roman)
- 2000 Interpretes do Brasil (organizație)
- 2001 The Space in-between - eseuri despre cultura latino-americană (antologie de eseuri publicată de Ana Lúcia Gazzola, la Duke University Press)
- 2002 Carlos e Mário (organizarea și note ale scrisorilor adunate între Mário de Andrade și Carlos Drummond de Andrade)
- 2003 República das Letras, de Gonçalves Dias a Ana Cristina César: cartas de escritores brasileiros: 1965-1995 (organizație)
- 2004 O Cosmopolitismo do Pobre: Crítica Literária e Crítica Cultural (eseuri) . O Falso Mentiroso: memórias (roman)
- 2005 Histórias Mal Contadas (nuvele)
- 2006 As Raízes eo Labirinto da América Latina (eseuri). A Vida como Literatura: o amanuense Belmiro (eseuri). Ora (Direis) puxar conversa! (eseuri).
- 2008 Heranças (roman)
- 2010 Anônimos (nuvele)
- 2014 Mil Rosas Roubadas.
- 2016 Machado (roman)
- 2017 Genealogia da Ferocidade (análise da obra Grande Sertão: Veredas de Guimarães Rosa)

## Onoruri
- 2005 - Ordem do Mérito Cultural
- 2013 - Prêmio Machado de Assis⁠(d)
- 2015- Prêmio Oceanos⁠(d) ca cel mai bun roman, pentru Mil Rosas roubadas.[11]
- 2022 - Prêmio Camões[12]